# Приділ

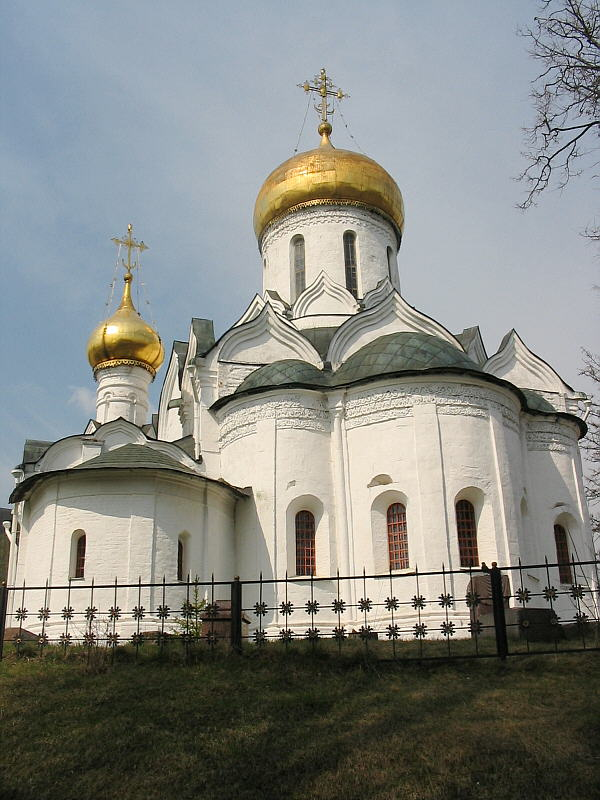
Південний приділ храму Різдва Богородиці в Савино-Сторожевському монастирі

Приді́л, храм-приділ, бічний вівта́р, заст. параекле́сія (грец. παρὰἐκκλησία — «дещо біля церкви», «прихрам'я») — прибудова в православному храмі або окрема, виділена частина основної будівлі для розміщення додаткового (бічного) вівтаря з престолом. Приділи влаштовуються для того, щоб в один день (наприклад, у великі свята та в неділі) проводити декілька літургій (за кількістю вівтарів), через те що в православній церкві прийнято виконувати не більше однієї літургії на день на одному престолі (так само як і священник не може проводити більше однієї літургії на день).
Часто подібні вівтарі були прикріплені не тільки до церков, але і до палаців, шпиталів, навчальних закладів для здійснення там богослужінь.